# گل‌نشینان
گل‌نشینان (نام علمی: Scythridinae) نام یک زیرخانواده از بالاخانواده شاپرک‌های شاخ‌کمانی است.